# Bogdan Hillebrandt
Bogdan Hillebrandt (ur. 2 lutego 1931 w Warszawie) – polski historyk dziejów najnowszych, historyk ruchu robotniczego i działacz partyjny.

## Życiorys
Syn Hugo Bonifacego Hillebranta i Teodozji z domu Młynarczyk. Ojciec był ślusarzem pochodzącym z Pabianic. W 1954 ukończył studia historyczne I stopnia w Państwowej Wyższej Szkole Pedagogicznej w Warszawie. W 1956 został przyjęty na IV rok studiów historycznych Uniwersytetu Warszawskiego, które ukończył w 1959. Doktorat obronił 16 maja 1964 pod kierunkiem Stanisława Herbsta (Partyzantka na Kielecczyźnie w okresie drugiej wojny światowej). Od 1954 pracował w Wydziale Historii Partii, następnie w Zakładzie Historii Partii przy KC PZPR i Wyższej Szkoły Nauk Społecznych przy KC PZPR. Autor haseł w Polskim Słowniku Biograficznym i Słowniku biograficznym działaczy polskiego ruchu robotniczego. W październiku 1981 powołany przez Plenum Komitetu Centralnego PZPR w skład Zespołu dla przygotowania naukowej syntezy dziejów polskiego ruchu robotniczego.

## Nagrody
- Nagroda Trybuny Ludu za upowszechnianie ideologii partii i za wkład w rozwój badań społecznych (1982)[10]
- Nagroda "Trybuny Ludu" (zespołowa) za pracę "Polska Partia Robotnicza. Dokumenty programowe 1942-1948" (1985)[11]

## Wybrane publikacje
- Działania oddziałów i brygad partyzanckich Gwardii i Armii Ludowej na Kielecczyźnie, Warszawa: Wydawnictwo Ministerstwa Obrony Narodowej 1962.
- Z działalności PPR, GL i AL w Kielecczyźnie. 1942–1954, Kielce: Komitet Wojewódzki Polskiej Zjednoczonej Partii Robotniczej 1962 (współautor: Jan Naumiuk).
- Szlakiem Gwardii i Armii Ludowej. Poradnik bibliograficzny, Warszawa: Biblioteka Narodowa 1965.
- Partyzantka na Kielecczyźnie 1939–1945, Warszawa: Wydawnictwo Ministerstwa Obrony Narodowej 1967 (wyd. 2 popr. – 1970).
- Szlakiem Gwardii i Armii Ludowej. Poradnik bibliograficzny. Uzupełnienia 1965–1968, Warszawa: Biblioteka Narodowa 1969.
- W suchedniowskich i radoszyckich lasach, Warszawa: „Książka i Wiedza” 1969.
- Młodzież Warszawy w walce z hitlerowskim okupantem, Warszawa: „Wiedza Powszechna” 1970.
- Nasze tradycje. Postępowe organizacje młodzieżowe w Polsce w latach 1918–1957, Warszawa: „Iskry” 1970 (wyd. 2 – 1973).
- Związek Walki Młodych, Warszawa: Państwowe Zakłady Wydawnictw Szkolnych 1971 (wyd. 2 – 1975).
- Udział młodzieży w podziemnej walce z hitlerowskim okupantem, Warszawa: Wydawnictwo „Ruch” 1972.
- Konspiracyjne organizacje młodzieżowe w Polsce 1939–1945,  Warszawa: „Książka i Wiedza” 1973.
- Warszawska organizacja PPR 1942–1948, Warszawa: PWN 1978 (współautor Józef Jakubowski)
- Wkład Związku Młodzieży Polskiej w budowę socjalistycznej Polski. Odczyt,  Katowice: Śląski Instytut Naukowy 1978.
- PZPR a ruch młodzieżowy w latach 1948–1976, Warszawa: Wyższa Szkoła Nauk Społecznych 1979.
- Postępowy ruch młodzieżowy w Polsce. Przewodnik bibliograficzny, Warszawa: „Iskry” 1980.
- Związek Młodzieży Polskiej, Warszawa: Młodzieżowa Agencja Wydawnicza 1980.
- 40-lecie Polskiej Partii Robotniczej. Materiały sesji, 5-6 styczeń 1982 r., red. nauk. Bogdan Hillebrandt, Warszawa: WSNS 1982.
- Ruch młodzieżowy w Polsce. Zarys historii postępowego nurtu, Warszawa: Młodzieżowa Agencja Wydawnicza 1982.
- Marzec 1968. Geneza i przebieg wypadków, Warszawa: WSNS 1983.
- Konspiracja młodzieży w okupowanej Polsce, Warszawa: Krajowa Agencja Wydawnicza 1985.
- Polska Rzeczpospolita Ludowa w latach 1956–1970. Zarys historii, Warszawa: ANS 1985.
- Polskie organizacje młodzieżowe XIX i XX wieku. Zarys historii, Warszawa: Młodzieżowa Agencja Wydawnicza 1986.
- Polska w II wojnie światowej, Warszawa: ANS 1987.
- Polska Ludowa w latach 1944–1956. Zarys historii, Warszawa: ANS 1988.
- Postępowe organizacje młodzieżowe w Warszawie. 1864–1976, pod red. Bogdana Hillebrandta, Warszawa: PWN 1988.
- Czyn zbrojny Związku Walki Młodych, Warszawa: „Książka i Wiedza” 1989.